# Dyacopterus brooksi
Dyacopterus brooksi là một loài động vật có vú trong họ Dơi quạ, bộ Dơi. Loài này được Thomas mô tả năm 1920.